# Душан Деклева
Душан Деклева (Випава, 31. јул 1896 — Дубровник, 28. јун 1980) је био лекар, хирург. Медицину је студирао у Грацу, а завршио у Бечу и Прагу. Специјализовао је општу хирургију у Торину, Бечу и Марибору.
Др Душан Деклева припада групи угледних хирурга, на хируршком одељењу у Лесковцу, у периоду после Другог светског рата, који је заправо провео најдужи временски период у Лесковцу од 1926. године па до 1958.
Почео је као хирург у Марибору. Од 1924. је радио у Штипу, где је био управник болнице, затим је 1926, постао шеф Хируршког одељења Српске болнице у Лесковцу, да би по подношењу оставке 1927. са колегом Жаком Конфином отворио приватну амбуланту. Деклева 1933. отвара Санаторијум за лечење унутрашњих, хирурших и женских болести, који је имао операциону салу, породилиште и рендген.
У току Другог светског рата био је хирург Прве армије НОВ и ПОЈ од 1944. године. После рата ради у Црној Гори. Од 1961, шеф је хирургије у никшићкој болници. а затим у Београду постаје директор Завода за ортопрдску протетику СР Србије.
Био је члан Српског лекарског друштва и њехове хируршке секције. Објављивао је научне радове, претежно са подручја трауматологије и ортопедије.
Његов син је Никола Деклева.

## Биографија
Хируршку каријеру започео је у Марибору да би 1925. године био премештен у Штип за управника Болнице и шефа Хируршког одељења, а потом 12. јуна 1926. указом Министарства народног здравља Краљевине Срба, Хрвата и Словенаца, постављен за шефа Хируршког одељења Српске болнице у Лесковцу у којој је затекао десетак постеља и једну операциону салу. Проширио је оперативни репертоар радећи малу и велику општу хирургију превасходно абдоминалну, затим ортопедију, урологију и неурохирургију. Крајем 1927. године даје оставку на држвану службу и заједно са др Жаком Конфином 1928. године отварају приватну амбуланту. Касније 1936. године отвара приватни санаторијум, радећи у њему све до његове национализације 1948. године. При крају Другог светског рата је мобилисан и постављен за главног хирурга Прве армије НОВ и ПОЈ. После демобилизације 1948. године ради у Иванграду (Беране) до средине 1951. године када је поново постављен за шефа одељења Окружне болнице у Лесковцу. На тој дужносст је остао до лета 1958. године када је смењен. После тога је до 1961. године директор Завода за ортопедску протетику СР Србије у Београду, а касније је шеф Хируршког одељења у Никшићу и Требињу. Умро је 20. јуна 1980. године у Дубровнику.

## Област рада и достигнућа
Његов стручни рад био је везан за ургентну хирургију коју је радио целог живота. Одликован је Орденом рада. Био је активни члан Српског лекарског друштва и његове Подружнице у Лесковцу. Почасни члан Друштва лекара Црне Горе. Примаријус од 1957. године. Објавио је више стручних радова, односно публикација, претежно у Војно санитетском прегледу.
Др Душан Деклева је био пример изузетне хуманости и докторске етике, пример несебичног залагања, за сваког болесника. Стручњак широког знања и умења у својој струци. Био је велики радник, неуморан оператор, човек великог стручног и друштвеног ауторитета, годинама једини приправни лекар. Радио је сложене операције из области дигестивне хирургје, ресекције желуца, холецистектомије, ампутације ректума, марсупијелизације код ехинокока јетре и лобоктомију плућа, затим холедоходуодено анастомозу код карцинома панкреаса и све то у време етарске анестезије коју су давали болничари са одељења, недовољне или без икакве преоперативне припреме, са суженим могућностима антимикробне терапије.